# Gbeľany
Gbeľany (in ungherese Egbelény) è un comune della Slovacchia facente parte del distretto di Žilina, nella regione omonima.